# Phinée (devin)
Pour les articles homonymes, voir Phinée.
Dans la mythologie grecque, Phinée, est l'un des enfants d'Agénor et de Téléphassa (ou de Poséidon).

## Récit mythologique
Après l'enlèvement d'Europe par Zeus, Agénor envoie ses cinq fils (Cadmos, Phénix, Cilix, Thasos et Phinée) chercher leur sœur avec ordre de ne pas revenir tant qu'ils ne l'auraient pas retrouvée. La plupart d'entre eux se fixèrent dans diverses régions de Grèce. Phinée s'installa en Thrace et devint roi de Salmydessos, où il exerça ses dons de devin. On raconte qu'il fut frappé de cécité par les dieux pour de multiples raisons. Il faisait en effet des prédictions aux mortels avec trop de zèle, en particulier en révélant à Phrixos la route du retour en Grèce ; ou bien il aurait été rendu aveugle pour avoir lui-même frappé de cécité ses deux fils Plexippos et Pandion, faussement accusés par leur belle-mère Idéa de violence sur sa personne ; ou encore, il aurait préféré à la vue une longue vie. Il fut tourmenté par les Harpies, qui lui ravissaient sa nourriture ou lui souillaient ses plats. Les Boréades Calaïs et Zétès le délivrèrent de ces monstres au cours de l’expédition des Argonautes, et, par reconnaissance, Phinée leur révéla la route à suivre pour atteindre la Colchide par le Bosphore, et les dangers à éviter.
Selon les Histoires incroyables de Palaiphatos, Phinée régnait en Péonie. Alors qu'il était devenu vieux et aveugle, ses filles, Érasia et Arpuria, dilapidèrent ses richesses, et elles furent comparées aux Harpyes. Zéthès et Calaïs, deux voisins, fils de Borée, un homme dans cette version, le prirent en pitié et lui apportèrent leur aide. Ils chassèrent ses filles de la ville puis, ayant réuni des fonds, ils en confièrent la gestion à un Thrace.

## Représentations dans les arts
L'épisode des Boréades venant en aide à Phinée est représenté sur un cratère grec daté de 460 av. J-C, découvert en Italie et conservé au musée du Louvre.  

Cet épisode est également dépeint dans un tableau de Sebastiano Ricci intitulé Phinée et les fils de Borée vers 1695 conservé au musée des Beaux-Arts de Boston.  

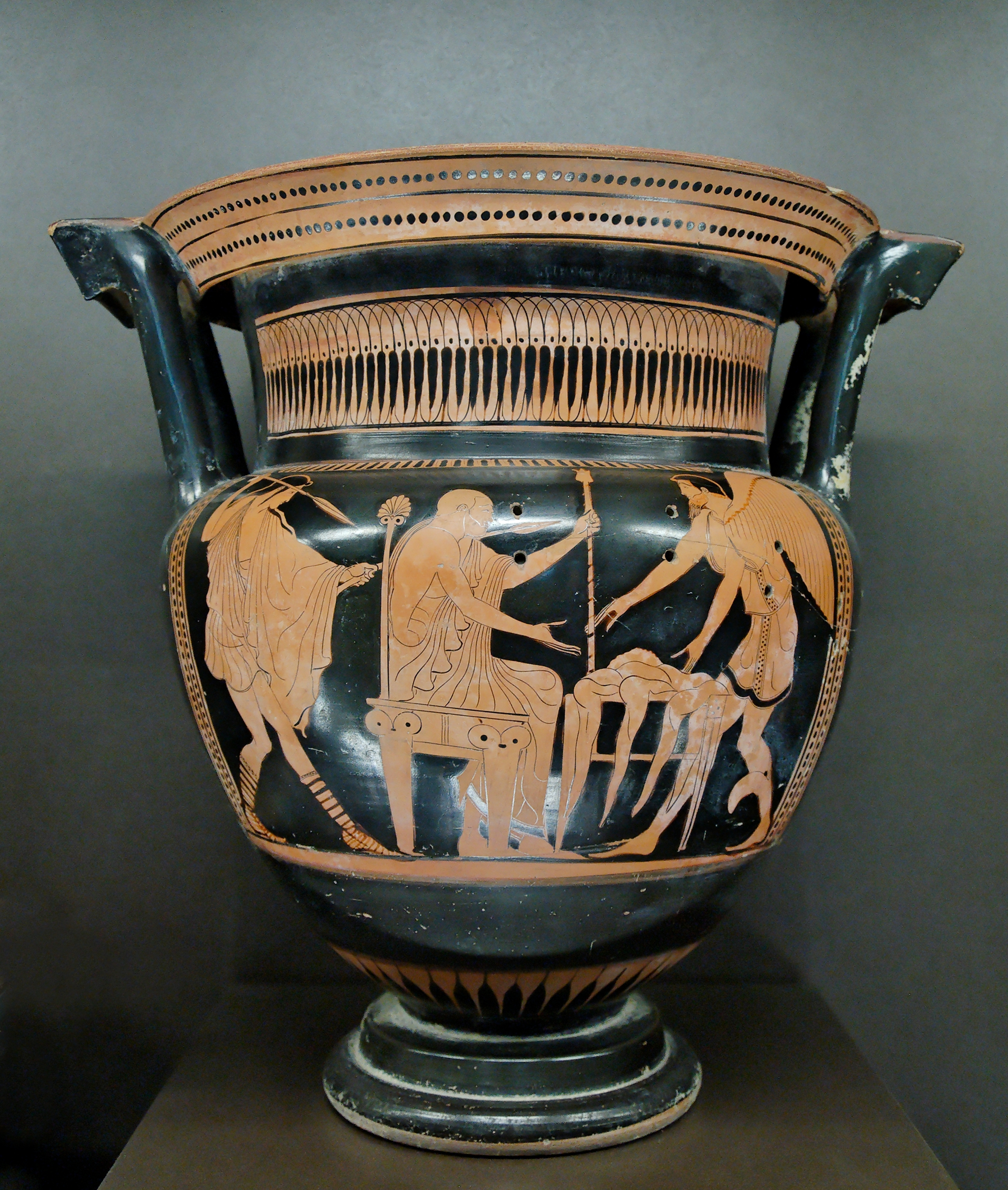
Cratère grec représentant les Boréades débarrassant Phinée des Harpies, 460 av. J-C.
Calais et Zetes chassent les Harpies du roi Phineus, Michel Dorigny d'après Simon Vouet, 1651.
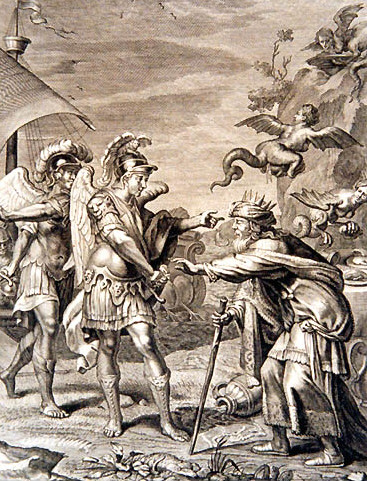
Calaïs et Zétès délivrent Phinée des Harpies, illustration des Métamorphose d'Ovide, Bernard Picart (1673–1733)
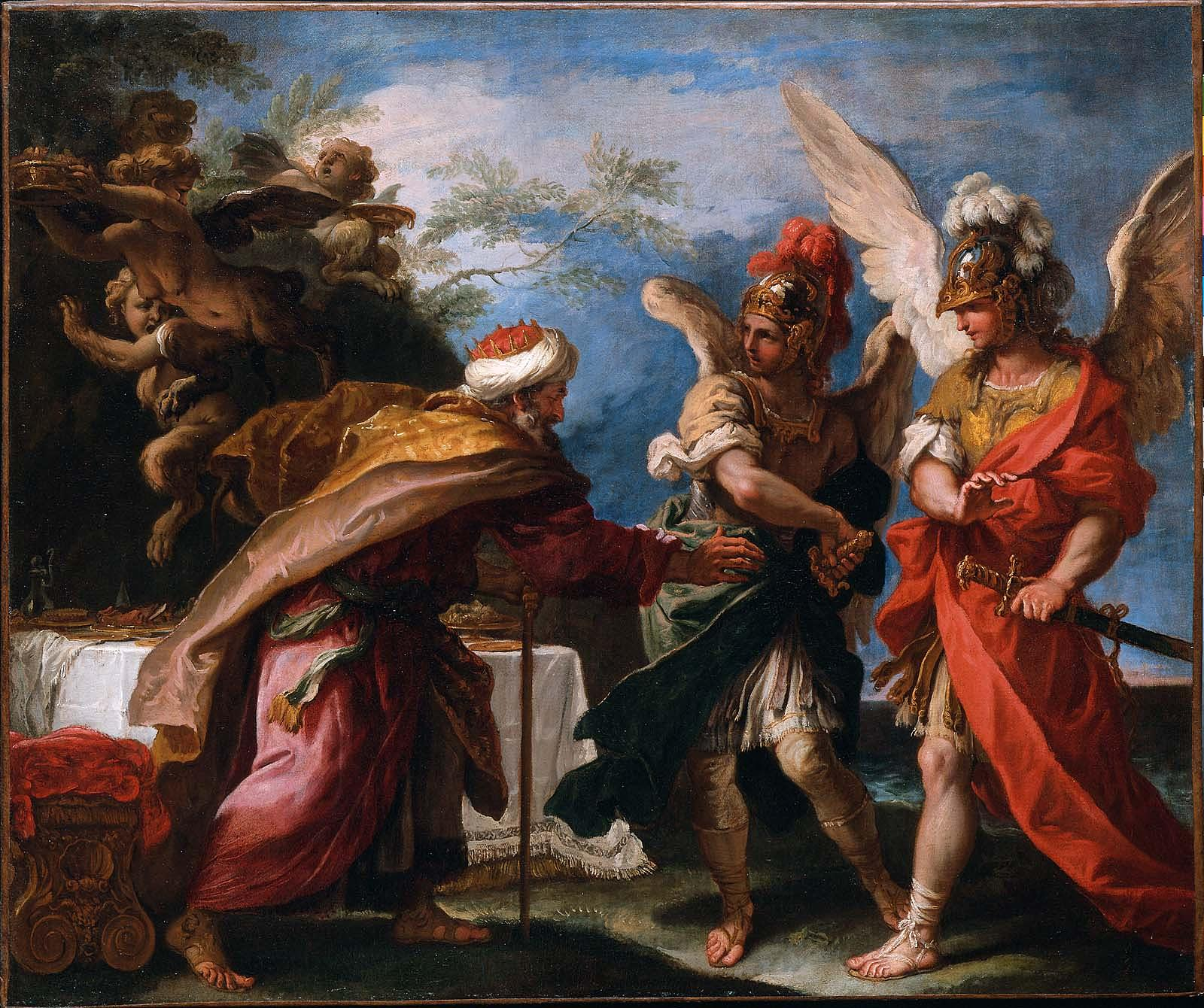
Phinée et les fils de Borée, Sebastiano Ricci, vers 1695.
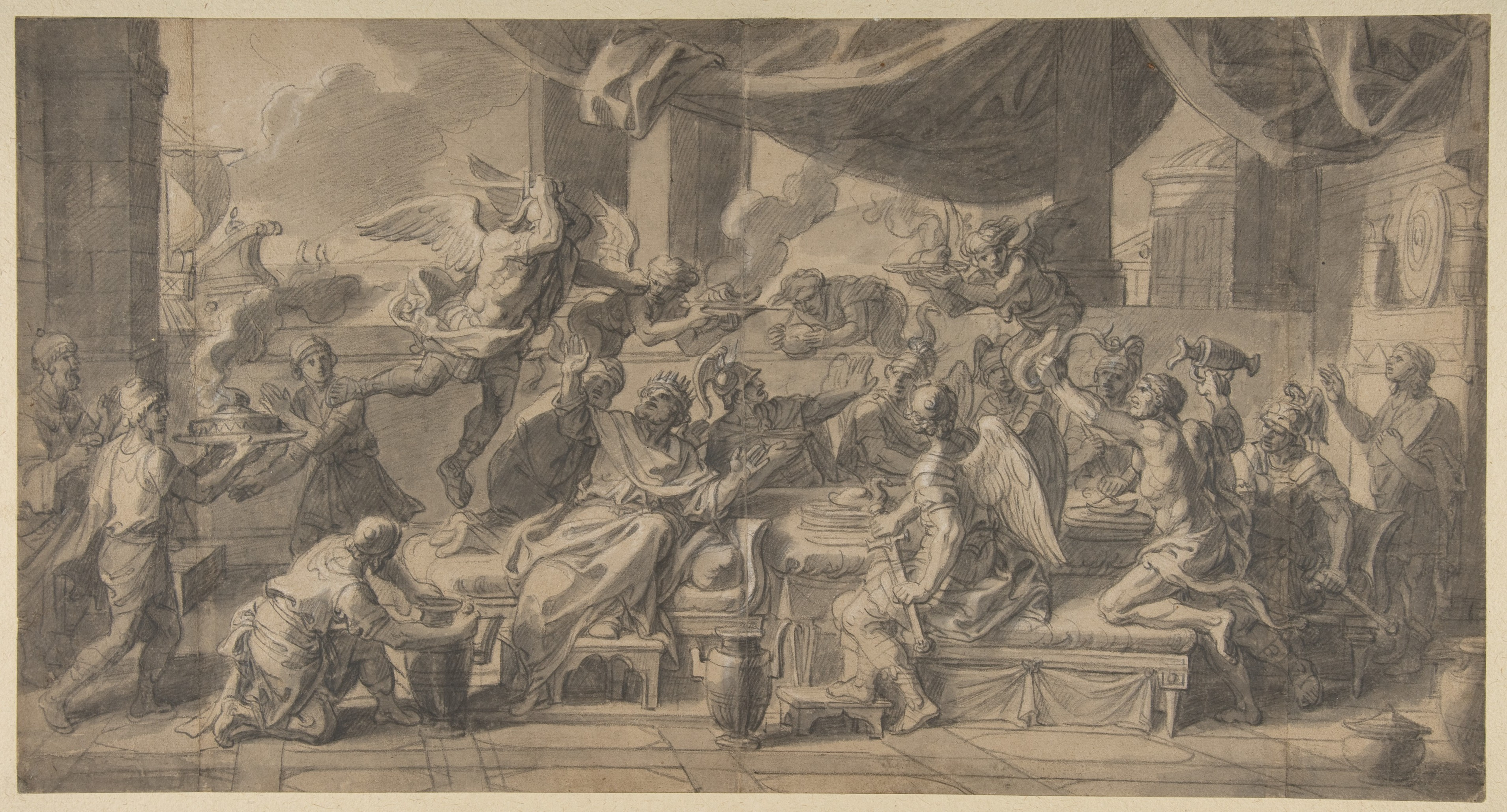
Les Harpies chassées de la table du roi Phineus par Zétès et Calaïs, François Verdier (1651–1730)

## Représentations dans le cinéma
En 1963, Patrick Troughton joue le rôle de Phinée dans Jason et les Argonautes où les Harpies le tourmentent comme décrit dans la mythologie.